# Cerro Azul (Ecuador)
Der Cerro Azul liegt am Südwestende der Galápagosinsel Isabela. Der Vulkan wird von einer steilwandigen Caldera mit einem Durchmesser von 4 × 5 Kilometern und einer maximalen Tiefe von 650 Metern beherrscht.
Der Cerro Azul ist mit 1640 Metern Höhe der zweithöchste aller Vulkane des Galapagos-Archipels. Jüngere Lavaströme bedecken einen Großteil des Grundes der Caldera. Der Cerro Azul ist einer der aktivsten Vulkane der Galapagos-Inseln. Bekannte Ausbrüche des Vulkans: 1850, 1932, 1940 (Ostflanke), April 1943, Juni 1948, 1951, 29. Juni 1959 (Ostflanke), 29. Januar 1979, 15. September bis 21. Oktober 1998 (Nord- und West-Seite der Caldera, Südostflanke, Ausstoß von 110 Millionen Kubikmetern Lava), 29. Mai bis 17. Juni 2008 (Gipfel und Südostflanke).